# Хангерфорд, Джордж
Джордж Уильям Хангерфорд (англ. George William Hungerford; род. 2 января 1944[…], Ванкувер, Британская Колумбия) — канадский гребец, выступавший за сборную Канады по академической гребле в середине 1960-х годов. Чемпион летних Олимпийских игр в Токио, победитель регат национального уровня. Также известен как юрист и спортивный функционер.

## Биография
Джордж Хангерфорд родился 2 января 1944 года в городе Ванкувер провинции Британская Колумбия, Канада.
Заниматься академической греблей начал во время учёбы в старшей школе Shawnigan Lake School. В 1961 году поступил в Университет Британской Колумбии в Ванкувере и в 1963 году присоединился к местной гребной команде «Тандербёрдс» — в её составе неоднократно принимал участие в различных студенческих регатах.
В 1964 году в зачёте восьмёрок одержал победу на чемпионате Канады, вошёл в основной состав канадской национальной сборной и удостоился права защищать честь страны на летних Олимпийских играх в Токио. Изначально должен был выступать здесь в восьмёрках, но из-за заболевания мононуклеозом покинул этот экипаж и был заменён Уэйном Претти. В итоге ему всё же довелось выступить на Играх, но уже в программе распашных безрульных двоек совместно с Роджером Джексоном. До Олимпиады Хангерфорд и Джексон никогда не выступали на соревнованиях в одном экипаже, однако их дуэт оказался успешным — на предварительном этапе они показали лучшее время среди всех команд и в решающем финальном заезде так же финишировали первыми, опередив на 0,46 секунды главных фаворитов из Нидерландов Стевена Блайссе и Эрнста Венеманса. Став единственными олимпийскими чемпионами от Канады на этих Играх, Хангерфорд и Джексон были признаны лучшими спортсменами страны и соответственно получили Приз имени Лу Марша.
После токийской Олимпиады Джордж Хангерфорд получил степень бакалавра искусств и в 1966 году отошёл от активных выступлений в академической гребле. Продолжив обучение на юридическом факультете Университета Британской Колумбии, в 1968 году он также стал обладателем степени бакалавра права.
Начиная с 1969 года в течение многих лет работал по юридической специальности, возглавлял собственную адвокатскую фирму George W. Hungerford Law Corporation. Проявил себя как спортивный функционер.
За выдающиеся спортивные достижения введён в Зал славы спорта Канады (1964), Зал славы спорта Британской Колумбии (1966), Канадский олимпийский зал славы (1971), Зал славы спорта Университета Британской Колумбии (1994), награждён орденом Канады в степени офицера и орденом Британской Колумбии (2013).
Приходится дядей канадской теннисистке Ребекке Марино, поднимавшейся до 38-й позиции мирового рейтинга.